# Tarutung Baru
Tarutung Baru is een bestuurslaag in het regentschap Padang Sidempuan van de provincie Noord-Sumatra, Indonesië. Tarutung Baru telt 245 inwoners (volkstelling 2010).